# Ion Eremia
Ion Eremia (n. 5 mai 1913, Constanța – d. 23 februarie 2004, București) a fost un general, scriitor și deținut politic în regimul comunist, supranumit „Soljenițin al românilor”.

## Biografie

### Primii ani, educație
A absolvit cursurile Liceului Militar din Chișinău, apoi pe cele ale Școlii Militare de Geniu, obținând gradul de sublocotenent. În 1935 este repartizat comandant de pluton la Regimentul 7 Pionieri - Timișoara. Între anii 1936 și 1938 urmează studiile tehnice ale Școlii de Aplicații de Geniu, care îi vor permite să inventeze „torpila terestră dirijată”, pentru a cărei paternitate se va lupta ani întregi. În perioada 1936 - 1939 urmează fără a absolvi cursurile Facultății de Litere și Filosofie din București. Aceste studii îi vor marca însă profund viitoarea activitate literară. În vara și toamna anului 1941, după intrarea României în cel de-al doilea război mondial, participă la acțiuni militare pe front, cu Batalionul Transmisiuni Motorizat, luptând în regiunile Chișinău și Tighina. În perioada aprilie 1942 - septembrie 1943 luptă în cadrul Diviziei 1 Pază - „Ucraina”, îndeplinind funcția de comandant de companie. La 10 martie 1944 este înaintat la gradul de căpitan, iar la 23 august 1946, la cel de maior.

### După 23 august 1944
Urmează o ascensiune rapidă, la 23 august 1949 fiind avansat la gradul de locotenent colonel, la 9 mai 1950 la cel de colonel și la 2 octombrie 1952 la gradul de general-maior (cu o stea). A fost numit pe 9 septembrie 1952 în funcția de ministru adjunct pentru construcții și cazarea trupelor, funcție pe care o deține până la 5 octombrie 1953. Ca militar, Ion Eremia a îndeplinit, până în 1950, diferite funcții, precum cea de redactor-șef la Glasul Armatei, șef al Casei Centrale a Armatei sau comandant al Academiei Militare Politice. De asemenea, din august 1945 și până în februarie 1948 a fost deputat în Marea Adunare Națională.

### Disidență, demascarea cultului personalității
După moartea lui Stalin, în 1953, Ion Eremia pledează deschis pentru analizarea cultului personalității „marelui conducător” și pentru reformarea Partidului Muncitoresc Român. La 30 aprilie 1955, printr-un decret al MAN, Ion Eremia este eliberat din funcția de locțiitor al ministrului Forțelor Armate, iar în iunie 1955, Biroul Politic al Partidului Muncitoresc Romîn numește o comisie pentru „a stabili comportamentul generalului Ion Eremia”. La 22 noiembrie 1955 este trecut în rezervă prin decret al prezidiului MAN, iar la 17 aprilie 1956 este exclus din rândurile PMR. În 1957, Ion Eremia ocupă un post de funcționar la Inspecția Comercială de Stat.
Revoltat de abuzurile regimului comunist, s-a apucat să scrie pe furiș o carte contra comunismului („Gulliver în țara minciunilor”), pe care voia să o trimită la Paris, ca să fie publicată. La 11 septembrie 1958 finalizează romanul și încearcă să-l trimită spre publicare în Franța. Dar marinarul Pompiliu Pănescu, însarcinat cu această misiune de sora generalului, în loc să ducă manuscrisul în Franța, îl predă Securității.

### Arestare, deținut politic
La 17 octombrie 1958, Ion Eremia este arestat, iar la 27 octombrie 1959 este condamnat la 25 de ani de muncă silnică pentru „crimă de uneltire contra ordinii sociale prin agitație” și 14 ani temniță grea, pentru „complotare la tentativa crimei de trădare de patrie”, urmând să execute pedeapsa cea mai mare. Începând cu 27 octombrie 1959 trece succesiv prin penitenciarele Jilava, Râmnicu-Sărat și Aiud, iar la 24 iulie 1964 este eliberat prin Decretul Consiliului de Stat nr. 411, de eliberare a tuturor deținuților politici.

### Viață personală
În 1965, prima soție a generalului, actrița Reghina Abramovici, și cei doi copii se stabilesc definitiv în SUA, unde vor fi protejați. În anul 1970, Ion Eremia obține reabilitarea judecătorească, iar în 1971 se căsătorește cu Nicoleta Eremia, împreună cu care va înfia doi copii și alături de care va trăi până la moarte. Nicoleta Eremia a câștigat o sumă importantă în procesul intentat împotriva statului român ca urmare condamnării politice a răposatului ei soț, Ion Eremia.

## Cărți scrise și publicate
- 1971 - Popa Stoica, roman, Editura Militară
- 1986 și 1987 - Neînfrînții din Țara Zimbrilor, (vol. I 1986, vol II 1987), Editura Militară
- 1989 - În triumf prin Țarigrad, Editura Militară
- 2006 - Gulliver în Țara Minciunilor, Editura Andromeda, ISBN 973-87468-2-5
- 2006 - Insula Robinson, Editura Andromeda, 2006, ISBN 973-87468-1-7